# Festival du film de Hollywood 2014
La cérémonie du Festival du film de Hollywood a lieu le 14 novembre 2014 au Beverly Hilton à Hollywood.  Elle est présentée par Queen Latifah.

## Palmarès
- Hollywood Movie Award : Gone Girl
- Hollywood Director Award : Morten Tyldum pour The Imitation Game
- Hollywood Actor Award : Benedict Cumberbatch pour The Imitation Game
- Hollywood Actress Award : Julianne Moore pour Still Alice
- Hollywood Supporting Actor Award : Robert Duvall pour Le Juge
- Hollywood Supporting Actress Award : Keira Knightley pour The Imitation Game
- Hollywood Visual Effects Award : Scott Farrar pour Transformers : L'Âge de l'extinction
- Hollywood Cinematography Award : Emmanuel Lubezki pour Birdman
- Hollywood Animation Award : How To Train Your Dragon 2
- Hollywood Screenwriter Award : Gillian Flynn pour Gone Girl
- Hollywood Spotlight Awards :
- Hollywood Producer Award :
- Hollywood Song Award : Janelle Monáe
- Hollywood Comedy Film Award : Chris Rock pour Top Five
- Hollywood Blockbuster Award : Guardians of the Galaxy
- Hollywood Documentary Award : Mike Myers pour Supermensch : The Legend of Shep Gordon
- Hollywood Film Composer Award : Alexandre Desplat pour The Imitation Game
- Hollywood Costume Design Award : Milena Canonero pour The Grand Budapest Hotel
- Hollywood Make-Up and Hairstyling Award : David White (Special Make-up Effects) et Elizabeth Yianni-Georgiou (Hair Designer and Make-up Designer) pour Guardians of the Galaxy
- Hollywood Production Design Award : Dylan Cole et Gary Freeman pour Maléfique
- Hollywood Ensemble Cast Award : Foxcatcher
- Hollywood Sound Award : Ren Klyce pour Gone Girl
- Hollywood Editing Award : Jay Cassidy et Dody Dorn pour Fury
- Hollywood Breakout Performance Award  : 
  - Shailene Woodley pour The Fault in Our Stars
  - Eddie Redmayne pour The Theory of Everything
- Hollywood Breakout Director Award : Jean-Marc Vallée for Wild
- Hollywood New Hollywood Award : Jack O'Connell
- Hollywood Career Achievement : Michael Keaton
- Hollywood Legend Award :
- Hollywood International Award : Jing Tian